# Вулиця Абді Іпекчі

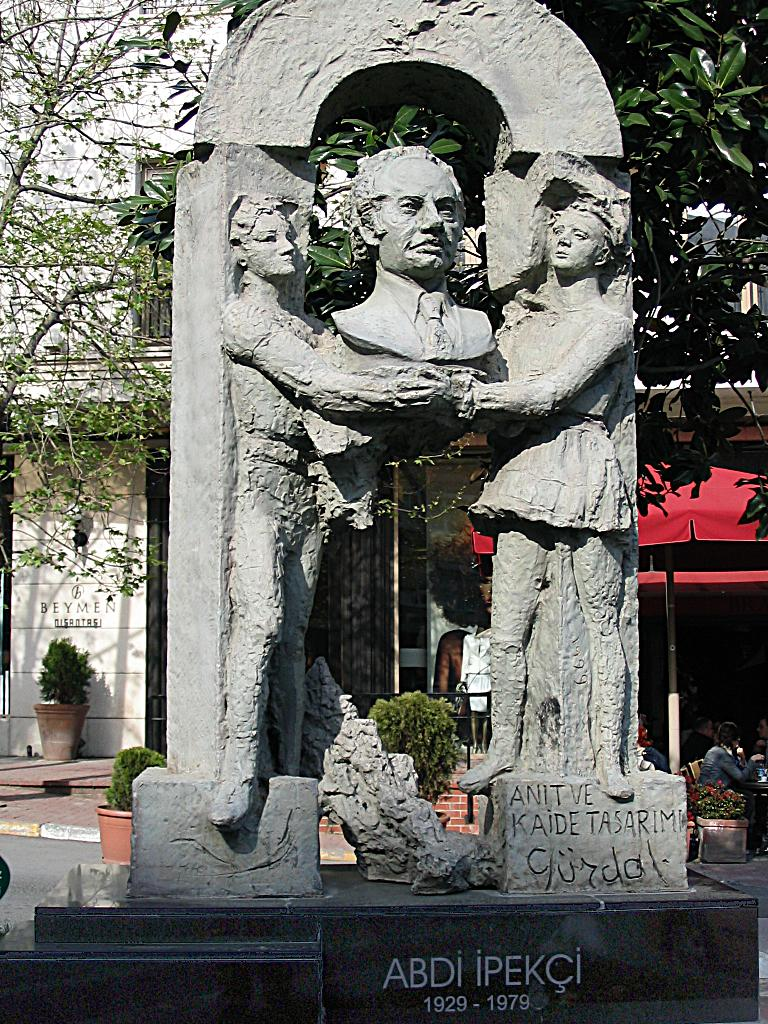
пам'ятник Абді Іпекчі

Вулиця Абді Іпекчі (тур. Abdi İpekçi Caddesi) — головна торгова вулиця, розташована в районі Шишлі, Стамбул. Довжина вулиці становить 700 метрів.
За останнє десятиліття вулиця в престижному районі перетворилася на місце роздрібної торгівлі. Місячна оренда тут становить 3500$ за м². на середину 2010-х це найдорожча вулиця для роздрібних магазинів Туреччини Безліч ексклюзивних і дорогих крамниць, що пропонують турецькі та міжнародні дизайнерські бренди, ресторани інтернаціональної кухні і кав'ярні вишикувалися по обидва боки вулиці.
Вулиця названа на честь Абді Іпекчі, відомого журналіста і редактора головної газети Туреччини «Міллієт». Іпекчи було вбито 1 лютого 1979, в своєму автомобілі біля своєї квартири на цій вулиці Мехметом Алі Агджою, який пізніше став відомий своїм невдалим замахом на Папу Іоанна Павла II. У 2000 на місці загибелі Абді Іпекчі було встановлено пам'ятник
Деякі крамниці:
- Hugo Boss
- Chanel
- Louis Vuitton
- Giorgio Armani
- Cartier
- Prada
- Hermès
- Gucci
- Ermenegildo Zegna
- Dior
- Tod's
- DKNY
- Escada
- Burberry
- Max Mara
- Salvatore Ferragamo
- Gianfranco Ferre

## Святкування Нового року
У переддень Нового року вулицю прикрашають, вона стає головним людним місцем Стамбулу, попри те, що раніше таким місцем була площа Таксим